# 格雷茲維爾 (喬治亞州)
格雷茲維爾（英語：Gladesville）是位於美國喬治亞州傑斯帕縣的一個非建制地區。該地的面積和人口皆未知。

## 地理
格雷茲維爾的座標為33°11′38″N 83°46′42″W / 33.19389°N 83.77833°W，而該地的平均海拔高度為154米（即505英尺）。